# یواکیم نیلسون (بازیکن فوتبال، زاده ۱۹۶۶)
یواکیم نیلسون (سوئدی: Joakim Nilsson؛ زادهٔ ۳۱ مارس ۱۹۶۶) بازیکن فوتبال اهل سوئد بود.
از باشگاه‌هایی که در آن بازی کرده‌است می‌توان به باشگاه فوتبال مالمو و باشگاه فوتبال اسپورتینگ خیخون اشاره کرد.
وی همچنین در تیم‌های ملی فوتبال زیر ۲۱ سال سوئد و سوئد بازی کرده‌است.